# Stefano Palosio
Stefano Palosio (zm. 24 kwietnia 1396) – włoski duchowny. Był kanonikiem bazyliki Santa Maria Maggiore i kamerlingiem kleru rzymskiego, a następnie biskupem Brescii (1371-1373) i Todi (1373-1395). Poparł papieża Urbana VI w jego sporze z "awiniońskim" antypapieżem Klemensem VII, w nagrodę za co w 1384 został przez niego mianowany kardynałem-prezbiterem tytułu S. Marcelli. Uczestniczył w konklawe 1389. Zmarł w Rzymie i został pochowany w bazylice Santa Maria Maggiore, której był archiprezbiterem.